# Макареча-Спиначета (Рим)
Макареча-Спиначета је насеље у Италији у округу Рим, региону Лацио.
Према процени из 2011. у насељу је живело 203 становника. Насеље се налази на надморској висини од 264 м.